# Thabana Ntlenyana
La Thabana Ntlenyana (sotho du Sud : « magnifique petite montagne noire ») est une montagne du Drakensberg située au Lesotho. C'est la plus haute montagne d'Afrique australe. Son important  isolement topographique la classe deuxième d'Afrique (après le Kilimandjaro) et onzième du monde. Il n'est pas rare d'y retrouver de la neige au sommet vu sa position géographique à l'écart de l'équateur et en raison de son altitude. La route du Sani Pass est très proche.